# Червнева депортація
Червнева депортація — четверта хвиля масових депортацій десятків тисяч людей у 1940—1941 роках у СРСР з територій, окупованих Радянським Союзом у 1939—1940 роках: Литви, Латвії, Естонії, Західної Білорусі, Молдови та українських земель — Західної України, Північної Буковини, Буджаку. Депортація відбувалася у травні-червні 1941 року.
Масова депортація у червні 1941 року була організована відповідно до вказівок НКВС СРСР під керівництвом Лаврентія Берії як головного виконавця. Надсекретна операція відбувалася згідно з постановою ЦК ВКП(б) і РНК СРСР від 16 травня 1941 року «Про виселення ворожого елементу з республік Прибалтики, Західної України й Західної Білорусії, Молдавії». Радянська міліція проводила арешти за співпраці місцевих членів комуністичної партії.

## Депортація
Депортація проходила з 22 травня по 20 червня 1941 року, якраз напередодні Німецько-радянської війни. Проте метою депортацій було не так посилення безпеки під час підготовки війни, як усунення політичних опонентів радянської влади.
Депортація відбувалася протягом року після радянської окупації балтійських країн та Бессарабії з Північною Буковиною і стосувалася «антирадянських елементів»: громадських і політичних діячів, чиновників, поміщиків, промисловців, офіцерів, жандармів, тощо. На території окупованих Західної України і Західної Білорусі це була вже четверта хвиля масових депортацій, яка більшою мірою була направлена проти ОУН.
Порядок депортації, також знаний як «інструкції Сєрова», був затверджений особисто заступником народного комісара державної безпеки СРСР Іваном Сєровим. Людей переселяли без підготовки цілими родинами. Чоловіків здебільшого ув'язнювали, і надалі більшість із них загинули в ГУЛАГу. Жінки та діти були переселені до спецпоселень здебільшого в Комі АРСР, Омській та Новосибірській областях, Красноярському та Алтайському краях РРФСР, Казахській РСР.
Червнева депортація 1941 року проводилася хвилями і по окремих регіонах, на відміну від попередніх акцій такого штибу, які були загальними, з причини недостатньої кількості ешелонів та перевантаженості залізниць. Адже в цей же час назустріч депортованим ешелонами перекидалися загальновійськові армії та механізовані корпуси.

### Депортація в Україні
На Західній Україні у червні 1941 року органи НКВС провели чергову, вже четверту за два роки депортацію із Західної України, якою було охоплено понад 300 тисяч осіб.
В Північній Буковині депортації проходили у два етапи — перший відбувся 23 травня, другий — 13 червня 1941 року. У травні вивозили в основному так званих зрадників Батьківщини, засуджених Особливою нарадою при НКВС СРСР. До цієї категорії належали ті, хто прагнув виїхати за кордон чи робив спроби перейти кордон нелегально, а також члени ОУН. Депортації підлягала 181 буковинська родина (306 дорослих осіб і 210 неповнолітніх). У 36 вагонах їх направили у Кіровську область, Красноярський край та Комі АРСР.
У червні до «зрадників батьківщини», згідно з постановою об'єднаного засідання бюро Чернівецького обкому КП(б)У та обвликонкому від 8 червня 1941 року, доєднали «поміщиків, фабрикантів, активних діячів контрреволюційних партій, крупних торговців». В результаті червневої акції з Буковини було виселено 2279 родин — 7116 осіб, ще 604 особи було заарештовано.

### Депортація в Білорусі
В Західній Білорусі депортація почалася в ніч з 19 на 20 червня 1941 року. Загалом із західних областей Білорусі було вислано більше 22,000 осіб.
Деякі «зрадники батьківщини», на відміну від того, як це робилося в Балтії і Молдові, виселялися разом з родинами. Згідно з повідомленнями наркома внутрішніх справ БРСР Лаврентія Цанави секретарю ЦК КП(б) БРСР Пантелеймону Пономаренко від 21 червня 1941, таких заарештованих — учасників різних білоруських, польських, українських, російських та єврейських контрреволюційних організацій, чиновників «колишньої польської держави», білогвардійських офіцерів і іншого «контрреволюційного елементу» — було всього 2059.

### Депортація в Естонії

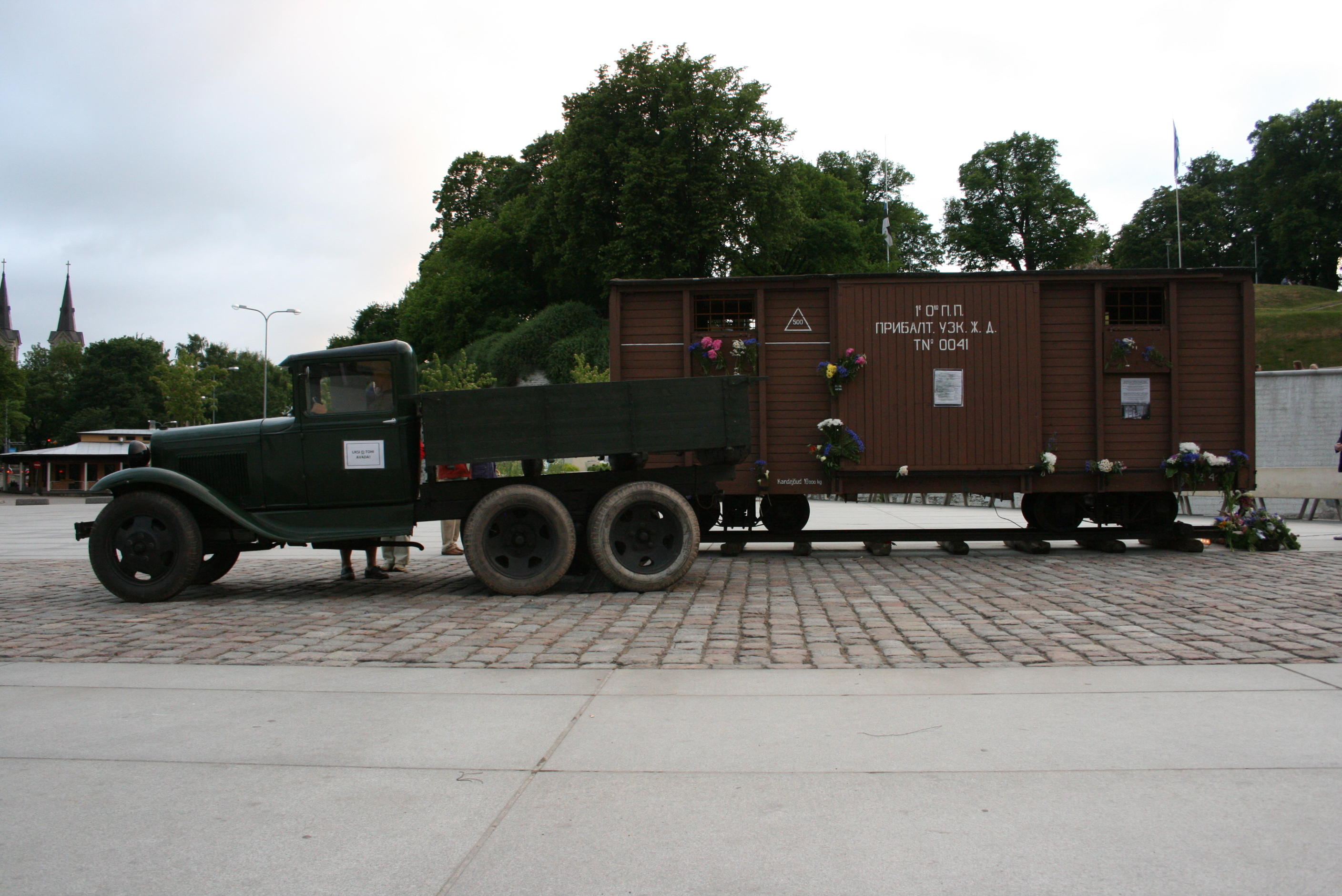
Транспорт для депортації у 1941 році. Вантажівка ГАЗ-ААА і залізничний товарний вагон. Площа Свободи, Таллінн

Депортація в Естонії почалася в ніч на 14 червня, з п'ятниці на суботу. Організатори виселення в особі керівних органів НКВС захопили транспортні засоби майже всіх діючих на той час в Естонії установ й близько першої години ночі почали одночасно заарештовувати людей великими гуртами по всій Естонії. Родинам було дозволено взяти до 100 кг особистих речей. Родичів часто силоміць розділяли.
Рівень смертності серед естонських депортованих становив 60 %. З близько 10 тисяч депортованих загинули близько 6 тисяч.

### Депортація в Латвії
13 і 14 червня 1941 року відбулася депортація орієнтовно 15.600 осіб, включно з п'ятою частиною останнього законного уряду Латвії.
Під час червневої депортації 1941 року частка депортованих євреїв у населенні Латвії виявилася більшою, ніж частка депортованих латвійців.

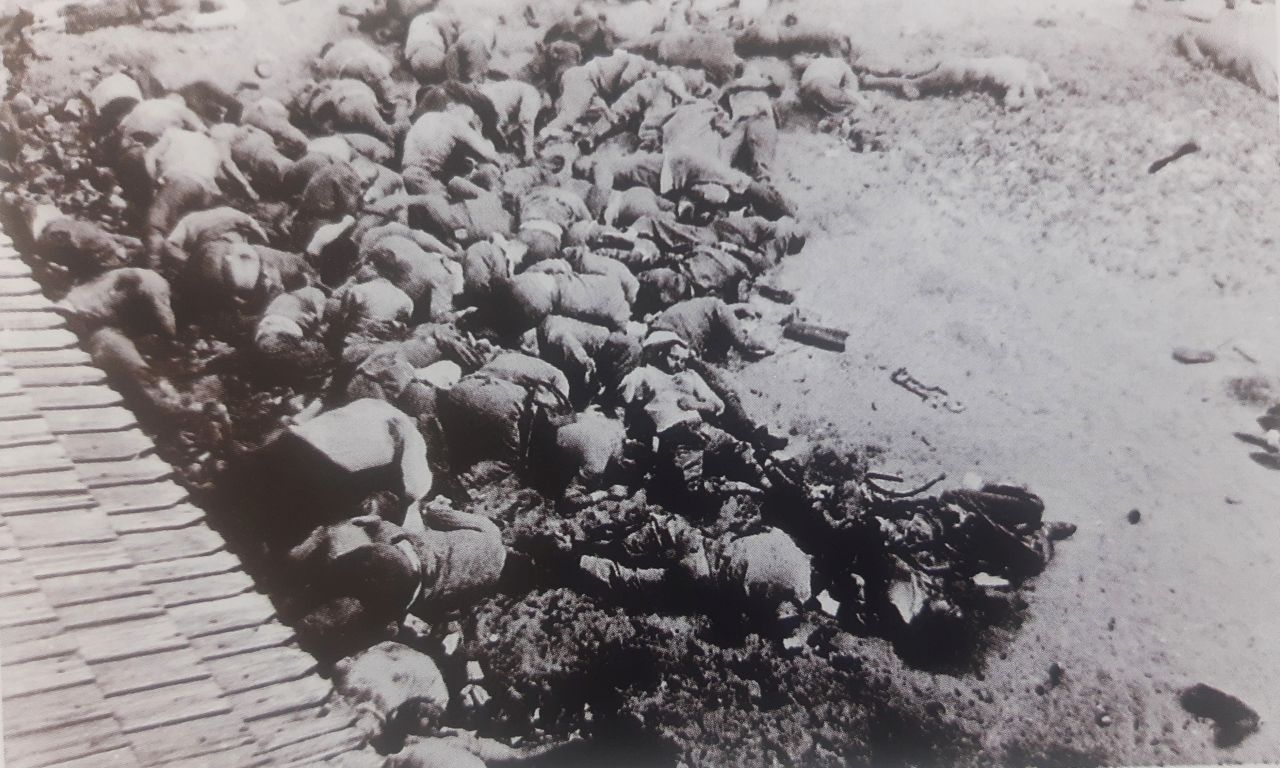
Убиті радянськими каральними органами в'язні та наглядачі Правенішківського табору.

### Депортація в Литві
Депортація в Литві почалася 14 червня і супроводжувалася близько 40 масовими стратами в період між 22 та 27 червня. Наприклад, 230 литовських в'язнів та цивільних було вбито у Правінішкіському концентраційному таборі, тоді як у в'язниці Мінська було страчено 15 в'язнів. Крім цього близько 70-80 литовських політичних в'язнів було вбито НКВС у Райняйському лісі після влаштованого литовцями Червневого повстання.
Було заслано політичну, військову, господарчу еліту Литви - колишніх президента Александраса Стульгінскіса та прем'єр-міністра Пранаса Довідайтіса, чимало міністрів, 1200 вчителів, 79 священників. Загалом з 14 по 18 червня 1941 року з Литви було вислано у віддалені райони Сибіру і Крайньої Півночі близько 34 тисяч осіб.

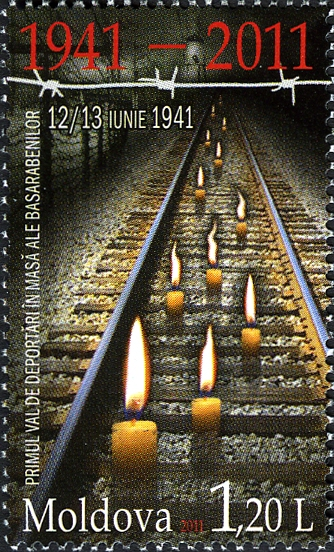
70 років першої масової депортації бессарабців. 1941-2011. Поштова марка Молдови.

### Депортація в Молдові
На території Молдови виселення, яким керував уповноважений ЦК ВКП(б) по МРСР Серго Гоглідзе, проходило в ніч з 12 на 13 червня 1941 року. Згідно зі звітом, який був направлений Сталіну, Молотову і Берії, вже 13 червня з МРСР за одну ніч було вислано 24 360 осіб. Найбільше депортованих вивезли з Кишинева, Бєльц, Тараклії. Виселяли родинами, проте на шляху до місця заслання родини розділяли. Близько 8 тисяч чоловіків розподілили по трудовим таборам. Матерів з дітьми — по спецпоселенням в Казахській РСР, а також Омській та Новосибірській областях РРФСР.

## В культурі
Червневій депортації 1941 року присвячено низку книжок латвійських письменників, серед яких «Ексгумація» Аніти Лієпи, «Ляпас» Віри Волкевіч, «Невчасно народжені» Освальда Мауріньша, «… І тоді прийшов руйнівник» Скайдри Гайл. Також зазначені події відтворено у латвійському фільмі «Хресна дорога» Юріса Поднієкси та естонському «Бічний вітер» режисера Мартті Гельде. Зйомки стрічки відбувалися, зокрема, в селищі Нижній Булан у Сибіру, де живуть нащадки засланих і депортованих балтійців. У латвійських театрах поставлено кілька п'єс, присвячених темі радянських депортацій. Найвідоміші з них — «Торкнутися білого ведмедя!» (2005, режисер Лауріс Гундарс) і постановка Латвійського національного театру «На березі Вельупе».